# Adelogorgia phyllosclera
Adelogorgia phyllosclera is een zachte koraalsoort uit de familie Gorgoniidae. De koraalsoort komt uit het geslacht Adelogorgia. Adelogorgia phyllosclera werd in 1958 voor het eerst wetenschappelijk beschreven door Bayer. 